# کاسترتزاتو
کاسترتزاتو (به ایتالیایی: Castrezzato) یک کومونه در ایتالیا است که در استان برشا واقع شده‌است. کاسترتزاتو ۱۳ کیلومتر مربع مساحت و ۷٬۱۸۹ نفر جمعیت دارد و ۱۲۵ متر بالاتر از سطح دریا واقع شده‌است.